# Punctelia graminicola
Punctelia graminicola är en lavart som först beskrevs av B. de Lesd., och fick sitt nu gällande namn av Egan. Punctelia graminicola ingår i släktet Punctelia och familjen Parmeliaceae.   Inga underarter finns listade i Catalogue of Life.